# 和田伸也
和田伸也（日语：／ Wada Shin'ya，1977年7月9日—），日本男子田径运动员。他曾代表日本参加2012年、2016年和2020年夏季残疾人奥林匹克运动会田径比赛，获得二枚铜牌。